# Бабкин, Валерий Вениаминович
Валерий Вениаминович Бабкин (29 июня 1941 — 17 июня 2024) — советский и российский государственный деятель и химик, народный депутат РСФСР/РФ, входил в секретариат Съезда народных депутатов РФ. Кандидат технических наук.

## Биография
Валерий Бабкин родился 29 июня 1941 года в городе Кострома. Окончил Ярославский технологический институт, получив квалификацию инженера-химика. В 1963—1967 году работал на Новомосковском химическом комбинате. С 1967 по 1977 год работал на Могилёвском комбинате синтетического волокна заместителем начальника производства.
В 1976 году защитил диссертацию на соискание учёной степени кандидата технических наук в Ленинградском технологическом институте им. Ленсовета, тема диссертации — «Интенсификация процесса окисления П-ксилола и метилового эфира П-толуиловой кислоты».
В 1971 году Валерий Бабкин стал инструктором отдела химической и легкой промышленности в ЦК КП Белоруссии. С 1977 по 1982 год возглавлял Гомельский химический завод. С 1982 по 1986 год работал директором Череповецкого ПО «Аммофос».
С 1986 по 1989 год Бабкин работал начальником Всесоюзного объединения промышленности химических средств защиты растений, начальником Главного научно-технического управления министерства производства удобрений СССР.
С 1989 года работал в должности генерального директора производственного объединения «Аммофос» в Череповце до его приватизации и преобразования в акционерное общество, когда предприятие вошло в состав группы «ФосАгро».
С 1990 по 1993 год был народным депутатом РФ от Зареченского территориального избирательного округа № 331 (Вологодская область), входил во фракцию «Промышленный союз».
С 1994 года входил в состав политсовета партии «Демократический выбор России».
Был членом член-корреспондентом Российской инженерной академии, членом академиком Международной академии информационных процессов и технологий, членом Совета Новой экономической ассоциации ИЭ РАН РФ.
Скончался 17 июня 2024 года на 83-м году жизни в Москве.

## Научная деятельность
Валерий Вениаминович Бабкин — автор 10 монографий, более 100 статей, более 40 изобретений.

#### Сфера научных интересов
- Основные технологии органического синтеза.
- Формирование долгосрочной стратегии для Химнефтегазпрома.
- Введение новейших технологий в производство промышленных удобрений.
- Разработка и применение безотходных методов в химических производствах.
- Создание научной базы для оптимизации оборудования в химических процессах.
- Методы статистического контроля качества продукции.
- Повышение эффективности производственных процессов и полная автоматизация предприятий химической отрасли.
- Разработка новых видов комплексных удобрений.
- Фторовая химия.
- Эффективность агрохимической индустрии в России.

## Награды и звания
- Орден Трудового Красного Знамени[2]
- Орден «Знак Почёта»[2]
- Орден «За заслуги перед Отечеством» IV степени[2]
- Почётный доктор Санкт-Петербургского государственного технологического института[10]
- Заслуженный химик РСФСР
- Почётный химик, лауреат премии А. Н. Косыгина
- Лауреат премии имени Н. К. Байбакова